# Décès en septembre 2019
Décès
- 2015
- 2016
- 2017
- 2018
- 2019
- 2020
- 2021
- 2022
- 2023

Pour une information complémentaire, voir la page d'aide.

| Date          | Nom                              | Activités | Âge   | Source |
| ------------- | -------------------------------- | --- | ----- | ------ |
| 1er septembre | George Abe                       | Romancier et mangaka japonais. | 82    | (it)   |
| 1er septembre | Kenneth Baugh                    | Homme politique jamaïcain. | 78    | (en)   |
| 1er septembre | Alison Cheek                     | Religieuse épiscopalienne américaine. | 92    | (en)   |
| 1er septembre | Albert Fritz                     | Cycliste sur piste et sur route allemand. | 72    | (de)   |
| 1er septembre | Gagik Hovounts                   | Compositeur soviétique puis arménien. | 89    | (hy)   |
| 1er septembre | Katherine MacLean                | Romancière américaine. | 94    | (en)   |
| 1er septembre | Mamadou Tew                      | Footballeur sénégalais. | 59    | (de)   |
| 1er septembre | Edo Zanki                        | Chanteur et musicien allemand. | 66    | (de)   |
| 2 septembre   | Atli Eðvaldsson                  | Footballeur islandais. | 62    | (de)   |
| 2 septembre   | Mohamed Khaddi                   | Acteur et dramaturge marocain. | 72    |        |
| 2 septembre   | Jean Marquis                     | Photographe français. | 93    |        |
| 2 septembre   | Gyoji Matsumoto                  | Footballeur japonais. | 85    | (ja)   |
| 2 septembre   | Rainer Pethran                   | Basketteur allemand. | 68    | (de)   |
| 2 septembre   | Valeria Porokhova                | Traductrice russe. | 79    | (ru)   |
| 2 septembre   | Frederic Pryor                   | Économiste américain. | 86    | (en)   |
| 2 septembre   | Brigitte Rabald                  | Chanteuse allemande | 85    | (de)   |
| 2 septembre   | Laurent Sinclair                 | Compositeur et musicien français. | 58    |        |
| 3 septembre   | Athanase Bala                    | Prélat camerounais. | 92    |        |
| 3 septembre   | Ariane Carletti                  | Animatrice, chanteuse et productrice de télévision française, membre du Club Dorothée.                                                           | 61    |        |
| 3 septembre   | Halvard Hanevold                 | Biathlète norvégien, triple champion olympique, médaillé d'argent et de bronze aux Jeux olympiques d'hiver de 1998, de 2002, de 2006 et de 2010. | 49    | (no)   |
| 3 septembre   | Peter Lindbergh                  | Photographe de mode, portraitiste et réalisateur allemand.                                                                                       | 74    | (en)   |
| 3 septembre   | Carol Lynley                     | Actrice américaine. | 77    | (en)   |
| 3 septembre   | Desmond Morton                   | Historien canadien. | 81    |        |
| 3 septembre   | Pierre Nadeau                    | Animateur de télévision et journaliste canadien.                                                                                                 | 82    |        |
| 3 septembre   | José de Jesús Pimiento Rodriguez | Cardinal colombien. | 100   | (es)   |
| 3 septembre   | Zinaida Slavina                  | Actrice russe. | 79    | (en)   |
| 4 septembre   | Pál Berendi                      | Footballeur puis entraîneur hongrois. | 86    | (hu)   |
| 4 septembre   | LaShawn Daniels                  | Parolier américain. | 41    | (en)   |
| 4 septembre   | Patrick Dehornoy                 | Mathématicien français. | 66    |        |
| 4 septembre   | Roger Etchegaray                 | Cardinal français. | 96    |        |
| 4 septembre   | Blanca Fernández Ochoa           | Skieuse alpine espagnole, médaillée de bronze aux Jeux olympiques d'hiver de 1992.                                                               | 56    |        |
| 4 septembre   | Tevfik Kiş                       | Lutteur turc, champion aux Jeux olympiques d'été de 1960.                                                                                        | 85    | (en)   |
| 4 septembre   | Abdallah Morsi                   | Fils de l'ancien président de la République arabe d'Égypte Mohamed Morsi.                                                                        | 25    |        |
| 4 septembre   | Tsem Tulku Rinpoché              | Lama tibétain. | 53    | (en)   |
| 4 septembre   | Felipe Ruvalcaba                 | Joueur de football international mexicain. | 78    | (es)   |
| 4 septembre   | Nenad Šulava                     | Joueur d'échecs croate. | 56    | (bs)   |
| 5 septembre   | Philippe Berry                   | Sculpteur, acteur et dessinateur français. | 63    |        |
| 5 septembre   | Charlie Cole                     | Photographe et photojournaliste américain. | 64    | (en)   |
| 5 septembre   | Charles Jarry                    | Auteur de bande dessinée belge. | 76    |        |
| 5 septembre   | Akitsugu Konno                   | Sauteur à ski japonais, médaillé d'argent aux Jeux olympiques d'hiver de 1972.                                                                   | 75    | (ja)   |
| 5 septembre   | Bob Rule                         | Basketteur américain. | 64    | (en)   |
| 5 septembre   | Francisco Toledo                 | Peintre et sculpteur mexicain. | 79    | (es)   |
| 6 septembre   | Maurice Caveing                  | Philosophe, historien des mathématiques et militant chrétien progressiste français.                                                              | 96    |        |
| 6 septembre   | Chng Seok Tin                    | Artiste graveuse singapourienne | 72    |        |
| 6 septembre   | Claude Contis                    | Joueur français de rugby à XV. | 80    |        |
| 6 septembre   | Chris Duncan                     | Joueur américain de baseball. | 38    | (en)   |
| 6 septembre   | Henri Legohérel                  | Historien du droit français. | 82    |        |
| 6 septembre   | Bernard Louzeau                  | Officier de marine français. | 89    |        |
| 6 septembre   | Robert Mugabe                    | Homme d'État zimbabwéen. | 95    |        |
| 6 septembre   | Chester Williams                 | Joueur sud-africain de rugby à XV. | 49    |        |
| 7 septembre   | Roger Boutry                     | Compositeur et chef d'orchestre français. | 87    |        |
| 8 septembre   | Dulce García                     | Athlète cubaine. | 54    | (es)   |
| 8 septembre   | Kim Seong-hwan                   | Auteur de Manhwa, peintre et illustrateur sud-coréen.                                                                                            | 86    | (ko)   |
| 8 septembre   | Ibrahima Kébé                    | Peintre sénégalais. | 63    |        |
| 8 septembre   | Xavier Lameyre                   | Magistrat français. | 63    |        |
| 8 septembre   | Camilo Sesto                     | Chanteur, compositeur et acteur espagnol. | 72    | (es)   |
| 8 septembre   | Carlos Squeo                     | Footballeur puis entraîneur argentin. | 71    | (es)   |
| 8 septembre   | Henri de Contenson               | Archéologue français. | 93    |        |
| 9 septembre   | Robert Frank                     | Photographe et réalisateur américain d'origine suisse.                                                                                           | 94    | (en)   |
| 9 septembre   | Lissy Gröner                     | Femme politique allemande. | 65    | (de)   |
| 10 septembre  | Belkacem Babaci                  | Historien algérien. | 80    |        |
| 10 septembre  | Stefano Delle Chiaie             | Militant néofasciste italien. | 82    | (it)   |
| 10 septembre  | Salvatore Mannuzzu               | Écrivain et homme politique italien. | 89    | (it)   |
| 10 septembre  | Gregory Francis Thompson         | Homme politique canadien. | 72    |        |
| 11 septembre  | T. Boone Pickens                 | Homme d'affaires, milliardaire et philanthrope américain.                                                                                        | 91    | (en)   |
| 11 septembre  | Bacharuddin Jusuf Habibie        | Homme politique indonésien. | 83    |        |
| 11 septembre  | Daniel Johnston                  | Auteur-compositeur-interprète américain. | 58    |        |
| 11 septembre  | Mardik Martin                    | Scénariste et acteur américain d'origine arménienne.                                                                                             | 82    | (en)   |
| 11 septembre  | Jean-Claude Meynard              | Artiste plasticien français. | 67    |        |
| 11 septembre  | László Rajk                      | Architecte hongrois. | 70    |        |
| 11 septembre  | Anne Rivers Siddons              | Romancière américaine. | 83    | (en)   |
| 11 septembre  | Nicolas Tertulian                | Essayiste, esthéticien et philosophe d’origine roumaine.                                                                                         | 90    |        |
| 12 septembre  | Philippe Pascal                  | Auteur-compositeur-interprète français. | 63    |        |
| 12 septembre  | ʻAkilisi Pohiva                  | Homme d'État tongien, Premier ministre en exercice et figure historique du mouvement pour la démocratie.                                         | 78    | (en)   |
| 13 septembre  | Asadollah Asgaroladi             | Homme d'affaires et Homme politique iranien. | 85    | (en)   |
| 13 septembre  | Bruno Grandi                     | Dirigeant sportif italien. | 85    | (it)   |
| 13 septembre  | Rudi Gutendorf                   | Footballeur puis entraîneur allemand. | 93    | (en)   |
| 13 septembre  | György Konrád                    | Romancier hongrois. | 86    | (en)   |
| 13 septembre  | Robert Lion                      | Haut fonctionnaire et homme politique français.                                                                                                  | 85    |        |
| 13 septembre  | Eddie Money                      | Chanteur de rock américain. | 70    | (en)   |
| 13 septembre  | Régis Neyret                     | Journaliste français. | 92    |        |
| 13 septembre  | Nanos Valaoritis                 | Poète et écrivain grec. | 98    | (el)   |
| 13 septembre  | Joseph Peter Wilson              | Fondeur et bobeur américain. | 84    | (en)   |
| 14 septembre  | Else Ackermann                   | Femme politique allemande. | 85    | (de)   |
| 14 septembre  | Jean Heywood                     | Actrice britannique. | 98    | (en)   |
| 14 septembre  | Sam Szafran                      | Peintre français. | 84    |        |
| 14 septembre  | Roberto Villetti                 | Homme politique italien. | 75    | (it)   |
| 15 septembre  | Heather Ashton                   | Professeure et auteure britannique. | 90    | (en)   |
| 15 septembre  | Lol Mahamat Choua                | Administrateur civil et homme d'État tchadien.                                                                                                   | 80    |        |
| 15 septembre  | Steve Dalachinsky                | Poète américain. | 72    |        |
| 15 septembre  | Chadlia Caïd Essebsi             | Personnalité tunisienne, Première dame de Tunisie de 2014 à 2019.                                                                                | 83    |        |
| 15 septembre  | Eva Haldimann                    | Traductrice et critique littéraire suisse. | 92    |        |
| 15 septembre  | Heikki Häiväoja                  | Artiste finlandais. | 90    | (fi)   |
| 15 septembre  | Ric Ocasek                       | Auteur-compositeur-interprète américain. | 75    | (en)   |
| 16 septembre  | Luigi Colani                     | Designer allemand. | 91    |        |
| 16 septembre  | H. S. Dillon                     | Homme politique indonésien. | 74    | (id)   |
| 16 septembre  | André Jourdain                   | Homme politique français. | 84    |        |
| 16 septembre  | Jacques Perriault                | Médiologue français. | 80    |        |
| 16 septembre  | Foulek Ringelheim                | Juriste et écrivain belge. | 81    |        |
| 16 septembre  | Vic Vogel                        | Pianiste de jazz, compositeur et chef d'orchestre canadien.                                                                                      | 84    |        |
| 17 septembre  | Colette Castel                   | Actrice française. | 82    |        |
| 17 septembre  | Dominique Damiani                | Coureuse cycliste et triathlète française. | 66    |        |
| 17 septembre  | Moussa Haddad                    | Réalisateur algérien. | 81    |        |
| 17 septembre  | Jessica Jaymes                   | Actrice de films pornographiques américaine. | 40    | (en)   |
| 17 septembre  | Imata Kabua                      | Homme d'État marshallais. | 76    | (en)   |
| 17 septembre  | Pierre Le-Tan                    | Peintre et dessinateur français. | 69    |        |
| 17 septembre  | Harold Mabern                    | Pianiste de jazz américain. | 83    | (en)   |
| 17 septembre  | Cokie Roberts                    | Journaliste, chroniqueuse et écrivaine américaine.                                                                                               | 75    | (en)   |
| 17 septembre  | Dina Ugorskaïa                   | Pianiste allemande d'origine russe. | 46    |        |
| 17 septembre  | Daniel Wayenberg                 | Pianiste et compositeur néerlandais. | 89    | (nl)   |
| 17 septembre  | Suzanne Whang                    | Actrice américaine. | 56    | (en)   |
| 18 septembre  | Fernando Ricksen                 | Footballeur néerlandais. | 43    |        |
| 19 septembre  | Zine el-Abidine Ben Ali          | Homme d'État tunisien. | 83    |        |
| 19 septembre  | Irina Bogatcheva                 | Chanteuse lyrique et professeure de musique soviétique puis russe.                                                                               | 80    | (ru)   |
| 19 septembre  | Robert Coustet                   | Historien de l'art français. | 85    |        |
| 19 septembre  | Wim Crouwel                      | Graphiste et typographe néerlandais. | 90    | (en)   |
| 19 septembre  | Marie Gaulis                     | Écrivain suisse. | 53    |        |
| 19 septembre  | Charles Gérard                   | Acteur français. | 96    |        |
| 19 septembre  | Bert Hellinger                   | Psychothérapeute allemand. | 93    | (es)   |
| 19 septembre  | Barron Hilton                    | Homme d'affaires, philanthrope et sportif américain.                                                                                             | 91    | (en)   |
| 19 septembre  | Richard Sutch                    | Économiste américain. | 76    | (en)   |
| 20 septembre  | Su Beng                          | Dissident et activiste politique taïwanais. | 100   | (en)   |
| 20 septembre  | Myles Burnyeat                   | Philosophe britannique. | 80    | (en)   |
| 20 septembre  | Diarmuid Lawrence                | Réalisateur britannique. | 71    | (en)   |
| 20 septembre  | Karl Muenter                     | Criminel de guerre allemand. | 96    | (en)   |
| 20 septembre  | Frans Van Looy                   | Cycliste belge. | 69    |        |
| 21 septembre  | Gerhard Auer                     | Rameur d'aviron allemand (RFA), champion aux Jeux olympiques d'été de 1972.                                                                      | 76    | (de)   |
| 21 septembre  | Achille Blondeau                 | Mineur et syndicaliste français. | 94    |        |
| 21 septembre  | Napoléon Chagnon                 | Anthropologue et professeur d'université américain.                                                                                              | 81    | (en)   |
| 21 septembre  | Aron Eisenberg                   | Acteur américain. | 50    | (en)   |
| 21 septembre  | Sid Haig                         | Acteur américain. | 80    | (en)   |
| 21 septembre  | Michel Hengo                     | Peintre congolais. | 77    |        |
| 21 septembre  | Sigmund Jähn                     | Premier astronaute allemand. | 82    | (de)   |
| 21 septembre  | Günter Kunert                    | Écrivain et scénariste allemand. | 90    | (de)   |
| 21 septembre  | Claude Lebrun                    | Professeure et auteure de livres pour enfants française.                                                                                         | 90    |        |
| 21 septembre  | Tobio Mora                       | Footballeur cubain. | 48    | (es)   |
| 21 septembre  | Jarred Rome                      | Athlète américain. | 42    | (en)   |
| 21 septembre  | Christopher Rouse                | Compositeur américain. | 70    | (en)   |
| 22 septembre  | Vytautas Briedis                 | Rameur d'aviron soviétique, médaillé de bronze aux Jeux olympiques d'été de 1968.                                                                | 79    | (lt)   |
| 22 septembre  | Monique Castillo                 | Philosophe française. | 71    |        |
| 22 septembre  | Louis Joinet                     | Magistrat français. | 85    |        |
| 22 septembre  | Ivan Kizimov                     | Cavalier de dressage soviétique puis russe, champion olympique en individuel aux Jeux olympiques d'été de 1968 et par équipes à ceux de 1972.    | 91    | (ru)   |
| 22 septembre  | J. Michael Mendel                | Producteur de télévision américain. | 54    | (en)   |
| 22 septembre  | Sándor Sára                      | Réalisateur, scénariste et directeur de la photographie hongrois.                                                                                | 85    | (hu)   |
| 23 septembre  | Yvon Bonnot                      | Homme politique français. | 82    |        |
| 23 septembre  | Richard Brunelle                 | Guitariste de death metal américain. | 55    |        |
| 23 septembre  | Huguette Caland                  | Peintre, sculptrice et créatrice de mode libanaise.                                                                                              | 88    |        |
| 23 septembre  | Andre Emmett                     | Joueur américain de basket-ball. | 37    | (en)   |
| 23 septembre  | Daniel Frasnay                   | Photographe français. | 91    |        |
| 23 septembre  | Jean-Claude Gautrand             | Photographe français. | 86    |        |
| 23 septembre  | Robert Hunter                    | Poète, parolier et chanteur américain. | 78    | (en)   |
| 23 septembre  | Artūras Rimkevičius              | Footballeur lituanien. | 36    | (lt)   |
| 23 septembre  | Suzanne Tardieu                  | Anthropologue française. | 98/99 |        |
| 23 septembre  | Curt Wittlin                     | Philosophe et linguiste suisse. | 78    |        |
| 24 septembre  | Abdellah Kadiri                  | Homme politique marocain. | 82    |        |
| 25 septembre  | Paul Badura-Skoda                | Pianiste autrichien. | 91    |        |
| 25 septembre  | Heliodoro Castaño                | Footballeur espagnol. | 86    | (es)   |
| 25 septembre  | Michael D. Coe                   | Archéologue, anthropologue, épigraphiste et écrivain américain.                                                                                  | 90    | (es)   |
| 25 septembre  | Eglal Farhi                      | Journaliste et enseignante franco-égyptienne. | 97    |        |
| 25 septembre  | Lyubomir Levchev                 | Poète bulgare. | 84    | (bg)   |
| 26 septembre  | Giovanni Bramucci                | Coureur cycliste italien, médaillé de bronze aux Jeux olympiques d'été de 1968.                                                                  | 72    | (it)   |
| 26 septembre  | Plato Cacheris                   | Avocat américain. | 90    | (en)   |
| 26 septembre  | Jacques Chirac                   | Homme d'État français, président de la République française du 17 mai 1995 au 16 mai 2007.                                                       | 86    |        |
| 26 septembre  | Lucien Couqueberg                | Homme politique français. | 93    |        |
| 26 septembre  | Bernard Dreyfus                  | Peintre français et nicaraguayen. | 79    |        |
| 26 septembre  | William Joseph Levada            | Cardinal américain. | 83    |        |
| 26 septembre  | Henri Louet                      | Homme politique français. | 95    |        |
| 26 septembre  | Guennadi Manakov                 | Cosmonaute soviétique puis russe. | 69    | (ru)   |
| 26 septembre  | Nick Polano                      | Hockeyeur sur glace puis entraîneur canadien. | 78    | (en)   |
| 27 septembre  | Yvonne Domenge                   | Sculptrice mexicaine. | 73    | (es)   |
| 27 septembre  | Luis Ospina                      | Réalisateur, producteur et scénariste colombien.                                                                                                 | 70    | (es)   |
| 27 septembre  | Joseph C. Wilson                 | Diplomate et écrivain américain. | 69    | (en)   |
| 28 septembre  | Peter Adam                       | Documentariste britannique d'origine allemande .                                                                                                 | 90    |        |
| 28 septembre  | José José                        | Chanteur mexicain. | 71    | (es)   |
| 28 septembre  | Gérard Tremblay                  | Prélat sulpicien québécois. | 100   | (en)   |
| 28 septembre  | Gaëlle Voiry                     | Reine de beauté française. | 50    | .      |
| 28 septembre  | Mark Zakharov                    | Scénariste et réalisateur soviétique, puis russe.                                                                                                | 85    | (ru)   |
| 29 septembre  | Éliane Gauthier                  | Comédienne française. | 72    |        |
| 29 septembre  | Paavo Korhonen                   | Skieur de combiné nordique finlandais. | 91    | (fi)   |
| 29 septembre  | Ilkka Laitinen                   | Homme politique finlandais. | 57    | (fi)   |
| 29 septembre  | Iouri Mechkov                    | Homme politique ukrainien. | 73    | (ru)   |
| 29 septembre  | Rudolf Stephan                   | Musicologue allemand. | 94    | (de)   |
| 30 septembre  | André Gaillard                   | Humoriste et acteur français. | 91    |        |
| 30 septembre  | René Mella                       | Chanteur français, membre des Compagnons de la chanson.                                                                                          | 93    |        |
| 30 septembre  | Jessye Norman                    | Soprano américaine. | 74    |        |